# Carl Friedrich Sigismund Geerdts

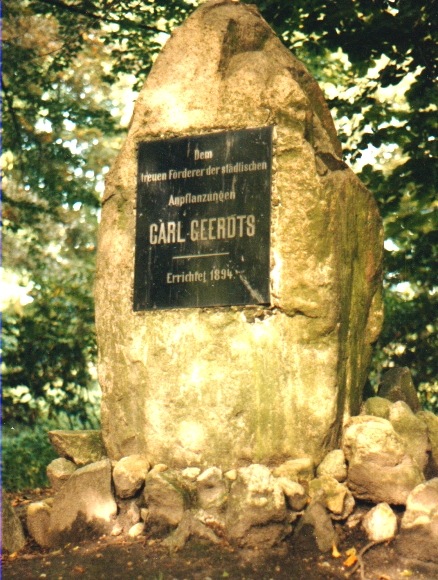
1894 wurde ein Granit‑Findling zu Ehren von Carl Geerdts als Denkmal gesetzt

Carl Friedrich Sigismund Geerdts (* 18. September 1821 in Poppenbrügge; † 28. Dezember 1889 in Neumünster) war ein Unternehmer, der als Stadtverordnetenvorsteher von Neumünster maßgeblich zur Gründung des Stadtwalds von Neumünster beigetragen hat. 

## Leben
Er wurde als Sohn des königlichen Försters (Holzvogt) Peter Wilhelm Gehrts (* 30. August 1768 in Nortorf; † 12. Januar 1838 in Mörel) geboren und starb als Salzfabrikant in Neumünster. Carl Geerdts war dort Vertreter eines Flecken und später Stadtverordnetenvorsteher.

## Wirken
Er gab 1864 den Anstoß zur Schaffung eines Waldes nördlich von Neumünster. In „Geschichte(n) aus dem Stadtwald“ heißt es: „Zur besseren Verwertung des Fleckensmoors wurde seine Aufforstung im Jahre 1864 vorgeschlagen: „Eine Bewaldung dieser nordwestlich von Neumünster gelegenen Heidefläche bringt außer einem mit der Zeit guten pekuniären Gewinn noch sonst manche Vorteile,“ zitiert ein Chronist den Antrag eines damaligen Stadtverordneten. „Die Umgebung Neumünsters, welche von der Natur stiefmütterlich behandelt ist,“ heißt es weiter, „wird dadurch verschönert. Eine Hölzung hier wird die für die Vegetation verderblichen Nordwestwinde brechen und in ihrer scharfen eiskalten Beschaffenheit mildern.“ Diese Aussage bezog sich auf den so genannten „Wasbeker Wind“. Im 19. Jahrhundert bezeichneten die Einwohner damit einen rauen Nordwestwind, der die Ackerflächen austrocknete und dem sie die Schuld für die vielen Fälle von Schwindsucht im Flecken zuschrieben. Zum Schutz gegen den Wasbeker Wind wurde also der Stadtpark aufgeforstet. Größte Verdienste um die Anlage dieser Hölzung, die damals allgemein „Unsere Tannen“ und dann „Unsere Anlagen“ genannt wurde, hat der damalige Stadtverordnetenvorsteher und Salzfabrikant Carl Geerdts. Er gilt als Gründer der Anlage und damit unseres jetzigen Stadtparks. Inmitten des Parks ist ihm bereits 1894 ein Granit‑Findling als Denkmal gesetzt worden.“ Auch wurde die Geerdtsstraße nach ihm benannt.
Neben dem dort beschriebenen Motiv für die Aufforstung des Brachgeländes dürfte „…auch das beginnende Industriezeitalter mit Fabriken, in denen die Arbeiter zwölf Stunden lang ihr Tagwerk verrichten mussten und sich dabei nach der freien Natur sehnten, (…) seine Initiative bestärkte haben, sich um die Natur zu kümmern.“ Im Stadtarchiv von Neumünster nachzulesen ist: „Aus Gesundheitsrücksichtigen beantragte der Stadtverordnetenvorsteher Geerdts, welcher 27 Jahre lang in selbstloser Hingabe dem Gemeinwesen der Stadt gedient hat, seine Entlassung, welche ihm durch Beschluss des Stadtverordnetenkollegiums am 28. November 1889 unter dem Ausdruck des tiefsten Bedauerns und unter Hervorhebung seiner großen Verdienste um das städtische Gemeinwesen gewährt wurde.“ 